# Wereldkampioenschappen zwemmen 2024 – 4×100 meter vrije slag vrouwen
De 4×100 meter vrije slag vrouwen op de wereldkampioenschappen zwemmen 2024 in Doha vond plaats op 11 februari 2024. De acht snelste ploegen in de series kwalificeerden zich voor de finale.

## Records
Voorafgaand aan het toernooi waren dit het wereldrecord en het kampioenschapsrecord
| Wereldrecord         | Australië Mollie O'Callaghan Shayne Jack Meg Harris Emma McKeon | 3.27,96 | Fukuoka | 23 juni 2023 |
| Kampioenschapsrecord | Australië Mollie O'Callaghan Shayne Jack Meg Harris Emma McKeon | 3.27,96 | Fukuoka | 23 juni 2023 |

## Uitslagen

### Series
| Rang | Serie | Baan | Land           | Namen | Tijd    | Bijz. |
| ---- | ----- | ---- | -------------- | --- | ------- | ----- |
| 1    | 2     | 4    | Australië      | Alexandria Perkins (55,06) Jaclyn Barclay (55,51) Abbey Harkin (54,93) Shayna Jack (52,83)                    | 3.38,33 | Q     |
| 2    | 2     | 3    | Italië         | Sofia Morini (55,02) Costanza Cocconcelli (55,18) Emma Virginia Menicucci (55,12) Chiara Tarantino (53,88)    | 3.39,20 | Q     |
| 3    | 1     | 5    | Canada         | Rebecca Smith (54,88) Sarah Fournier (55,12) Ella Jansen (55,67) Taylor Ruck (54,08)                          | 3.39,75 | Q     |
| 4    | 2     | 5    | Nederland      | Kim Busch (55,63) Milou van Wijk (55,64) Janna van Kooten (54,74) Kira Toussaint (54,41)                      | 3.40,42 | Q     |
| 5    | 2     | 7    | Polen          | Zuzanna Famulok (55,68) Julia Maik (55,39) Aleksandra Polańska (55,73) Kornelia Fiedkiewicz (54,63)           | 3.41,43 | Q     |
| 6    | 1     | 3    | Brazilië       | Ana Carolina Vieira (55,60) Stephanie Balduccini (54,47) Maria Fernanda Costa (55,48) Aline Rodrigues (56,12) | 3.41,67 | Q     |
| 7    | 1     | 4    | China          | Lyu Yue (55,48) Ma Yonghui (56,02) Gong Zhenqi (56,06) Ai Yanhan (54,19)                                      | 3.41,75 | Q     |
| 8    | 2     | 1    | Slovenië       | Neža Klančar (55,36) Janja Šegel (54,43) Katja Fain (55,94) Hana Sekuti (56,38)                               | 3.42,11 | Q     |
| 9    | 2     | 6    | Hongkong       | Tam Hoi Lam (55,53) Camille Cheng (55,22) Stephanie Au (56,74) Li Sum Yiu (54,98)                             | 3.42,47 |       |
| 10   | 1     | 6    | Ierland        | Erin Riordan (56,15) Grace Davison (55,81) Maria Godden (57,06) Victoria Catterson (54,93)                    | 3.43,95 |       |
| 11   | 2     | 2    | Litouwen       | Rūta Meilutytė (56,07) Sylvia Statkevicius (56,27) Patricija Geriksonaitė (57,32) Smilte Plytnykaitė (55,33)  | 3.44,99 |       |
| 12   | 1     | 2    | Filipijnen     | Kayla Sanchez (55,04) Jasmine Alkhaldi (57,51) Xiandi Chua (57,48) Teia Salvino (56,90)                       | 3.46,93 |       |
| 13   | 1     | 7    | Servië         | Katarina Milutinović (55,61) Nina Stanisavljević (55,83) Jana Marković (57,19) Martina Bukvić (58,49)         | 3.47,12 |       |
| 14   | 1     | 1    | Chinees Taipei | Huang Mei-chien (57,39) Wu Yi-en (1.02,92) Lin Pei-wun (1.00,65) Applejean Gwinn (58,42)                      | 3.59,38 |       |

### Finale
| Rang   | Baan | Land      | Namen                                                                         | Tijd    | Bijz. |
| ------ | ---- | --------- | ----------------------------------------------------------------------------- | ------- | ----- |
| Goud   | 6    | Nederland | Kim Busch Janna van Kooten Kira Toussaint Marrit Steenbergen                  | 3.36,61 |       |
| Zilver | 4    | Australië | Brianna Throssell Alexandria Perkins Abbey Harkin Shayna Jack                 | 3.36,93 |       |
| Brons  | 3    | Canada    | Rebecca Smith Sarah Fournier Katerine Savard Taylor Ruck                      | 3.37,95 |       |
| 4      | 2    | Polen     | Katarzyna Wasick Kornelia Fiedkiewicz Zuzanna Famulok Julia Maik              | 3.38,65 |       |
| 5      | 5    | Italië    | Chiara Tarantino Sofia Morini Emma Virginia Menicucci Costanza Cocconcelli    | 3.38,67 |       |
| 6      | 7    | Brazilië  | Ana Carolina Vieira Stephanie Balduccini Maria Fernanda Costa Aline Rodrigues | 3.40,56 |       |
| 7      | 1    | China     | Ai Yanhan Ma Yonghui Gong Zhenqi Lyu Yue                                      | 3.41,11 |       |
| 8      | 8    | Slovenië  | Neža Klančar Janja Šegel Katja Fain Hana Sekuti                               | 3.41,72 |       |